# From Untruth
From Untruth ist ein Jazzalbum der Formation Elder Ones um die Sängerin und Harmoniumspielerin Amirtha Kidambi. Die wohl 2018 in den Birdwatcher Studios, New York City, entstandenen Aufnahmen erschienen am 29. März 2019 auf dem Label Northern Spy.

## Hintergrund
From Untruth (deutsch „Von der Unwahrheit“) ist das Nachfolgealbum von Holy Science aus dem Jahr 2016, das entstand, als Kindabi begann, karnatischen Gesang, die südindische Musiktradition, zu studieren. Zusätzlich zu diesen Einflüssen erweiterte sie auf From Untruth ihre Klangpalette zum ersten Mal um Elektronik und Liedtexte. Es entstand damit eine Klangpalette, die laut Kidambi für sie sehr persönlich ist, notierte Liz Pelly (Daily Bandcamp).
„Meine Erzählung als Person stellt viele vorherrschende Vorstellungen davon in Frage, was eine indische oder eine in einer Minderheit in Amerika aufwachsende Frau ist. Was ich zu tun glaubte oder tun konnte. Wenn ich mich selbst als Komponistin bezeichne, ist mir das erst seit Kurzem möglich. Für mich war dies zunächst unangenehm. Ich war so darauf programmiert zu glauben, dass ich niemals Komponistin werden könnte, denn sehen Sie mich an, ich bin kein weißer Mann, wie könnte ich Komponist sein?“
Über 13 Minuten setzt sich das Quartett mit „megareichen Leuten auseinander, die die Vision verkaufen, dass alles gut wird! Weil wir alles reparieren können! Wir können es durch Technologie herausfinden! Aber es sind in Wirklichkeit diese Leute, die davon profitieren, und wenn alles scheitert, können sie einfach in ihren Bunker unter der Erde gehen und ‚Fick alle anderen‘.“ Dazu schlägt Kidambi mithilfe einer poetischen Wortökonomie eine andere Art der Lösung vor, so Pelly weiter: „Nimm die Welt auseinander / Verkaufe sie Stück für Stück / Und lebe für immer“, beginnt sie und streckt jede Silbe, bevor sie in sirenenhaften Hardcore explodiert. Später eine Warnung: „Iss die Reichen, oder stirb verhungert.“ Es gehe um „Technologie als solche in der Moderne“, aber auch um die Desillusionierung gegenüber Technologie als Werkzeug zur Mobilisierung von Aktivismus und darum, wie dieselben Werkzeuge zu einer Ära der alltäglichen Verzerrung von Informationen, der Realität und der Wahrheit geführt haben, sagte sie in einem Interview.
„Dance of the Subaltern“ und „Decolonize the Mind“ bringen beide die koloniale Denkweise zum Ausdruck, inspiriert von einem prägenden Jahr, in dem sie postkoloniale Theoretiker wie Gayatri Spivak und Richard Wright studierte (in einem Doktorandenprogramm für Musikethnologie, das sie schließlich abbrach, um sich an ihren Auftrittsplan anzupassen). Themen wie Dekolonisierung und die Notwendigkeit, uns „kollektiv“ vom gewalttätigen Erbe des Kolonialismus zu entprogrammieren, sind in der gesamten Platte allgegenwärtig und wurden auch von einem Sommer inspiriert, den Kidambi in Indien verbrachte, wo sie DIY-Künstler-Aktivisten traf und über indische Politik, Kolonialismus und Klassismus und ihren Platz darin diskutierte.
Amirtha Kidambi nahm das Album mit dem Schlagzeuger Max Jaffe, dem Saxophonisten Matt Nelson und dem Bassisten Nick Dunston auf.

## Titelliste
- Elder Ones / Amirtha Kidambi – From Untruth (Northern Spy NS113)[2]

1. Eat the Rich 13:01
2. Dance of the Subaltern 9:24
3. Decolonize the Mind 10:00
4. From Untruth 14:22

Die Kompositionen stammen von Amirtha Kidambi.

## Rezeption
Kidambis selbst beschriebener „Zick-Zack-Weg“ zu „Elder Ones“ habe zu Kompositionen geführt, die meisterhaft und kathartisch, aggressiv und herausfordernd sind, meinte Liz Pelly.
Kidambis Veröffentlichung Holy Science aus dem Jahr 2016 sei schon beeindruckend gewesen, aber From Untruth habe noch mehr Durchschlagskraft, schrieb Kevin Le Gendre in Jazzwise. Kidambi würde auch hier ihr indisches Erbe in anspruchsvollen Arrangements erforschen und sei dabei in der Lage, alle ihre Ressourcen auf eine Weise zu nutzen, die vorgefertigte Klischees vermeide. Der harte Zusammenstoß zwischen dem benommenen, schaukelnden Harmonium und Matt Nelsons glühendem Sopransaxophon sei ein charakteristisches Merkmal von Raga-ähnlichem Material, das episch und oft hinreißend sei. Darüber hinaus erinnerten die von Kidambi verwendeten Synthesizer oft an den scharfen, schrillen Charakter der Wurlitzer-Orgel eines ihrer Vorbilder, Alice Coltrane, während die vernichtenden Verzerrungen, die durch Nelsons „Moog Cluster Flux“ erzeugt würden, den jenseitigen, wenn nicht übernatürlichen Klang verstärken. Weiterhin durchdringe der Geist Sun Ras mehrere der Stücke mit gutem Effekt, aber Kidambis Stimme habe eine überaus eindrucksvolle Präsenz. Dies sei zwar ein strenges, aber absolut spannendes Werk.